# オイラーの和公式
数学において、オイラーの和公式（オイラーのわこうしき、オイラー・マクローリンの公式、英: Euler–Maclaurin formula）は1735年頃オイラーとマクローリンにより独立に発見された級数の和を与える公式である。この公式は収束の遅い無限級数の和を求めるときに便利であるが、{\displaystyle f(x)}が多項式であるような場合を除き、{\displaystyle m\to \infty }とすればベルヌーイ数が急速に大きくなって発散する。従って、漸近展開のように発散する前の適当なところで打ち切らなければならない。また、この公式は台形公式による数値積分の誤差を示すものと考えることもできる。
{\displaystyle \sum _{j=0}^{n-1}f(j)=\int _{0}^{n}f(x)dx+\sum _{k=1}^{m}{\frac {B_{k}}{k!}}\left(f^{(k-1)}(n)-f^{(k-1)}(0)\right)+R_{m}}
{\displaystyle \sum _{j=1}^{n-1}f(j)+{\frac {1}{2}}\left(f(0)+f(n)\right)=\int _{0}^{n}f(x)dx+\sum _{k=1}^{m}{\frac {B_{2k}}{(2k)!}}\left(f^{(2k-1)}(n)-f^{(2k-1)}(0)\right)+R_{2m+1}}
{\displaystyle R_{m}=(-1)^{m+1}\int _{0}^{n}{\frac {B_{m}(x-\lfloor {x}\rfloor )}{m!}}f^{(m)}(x)dx}
但し、{\displaystyle B_{n}}はベルヌーイ数、{\displaystyle B_{n}(x)}はベルヌーイ多項式である。
{\displaystyle B_{1}=-{\frac {1}{2}},B_{2}={\frac {1}{6}},B_{3}=0,B_{4}=-{\frac {1}{30}},B_{5}=0,B_{6}={\frac {1}{42}},B_{7}=0,B_{8}=-{\frac {1}{30}},B_{9}=0,B_{10}={\frac {5}{66}},\cdots }
{\displaystyle B_{0}(x)=1,B_{1}(x)=x-{\frac {1}{2}},B_{2}(x)=x^{2}-x+{\frac {1}{6}},B_{3}(x)=x^{3}-{\frac {3}{2}}x^{2}+{\frac {1}{2}}x,B_{4}(x)=x^{4}-2x^{3}+x^{2}-{\frac {1}{30}},\dots }
なお、{\displaystyle f^{(k)}}は導関数、{\displaystyle \lfloor {x}\rfloor }は床関数を表す。
ダルブーの公式はこれの一般化である。

## 証明
ベルヌーイ多項式の性質（若しくは定義）により
{\displaystyle \int _{0}^{1}{\frac {B_{k-1}(x)}{(k-1)!}}f^{(k-1)}(x)dx=\int _{0}^{1}\left({\frac {B_{k}(x)}{k!}}\right)'f^{(k-1)}(x)=\left[{\frac {B_{k}(x)}{k!}}f^{(k-1)}(x)\right]_{0}^{1}-\int _{0}^{1}{\frac {B_{k}(x)}{k!}}f^{(k)}(x)dx}
である。有限回の部分積分を繰り返して
{\displaystyle \int _{0}^{1}f(x)dx=\int _{0}^{1}B_{0}(x)f(x)dx=\sum _{k=1}^{m}\left[(-1)^{k-1}{\frac {B_{k}(x)}{k!}}f^{(k-1)}(x)\right]_{0}^{1}+(-1)^{m}\int _{0}^{1}{\frac {B_{m}(x)}{m!}}f^{(m)}(x)dx}
となるが、これは{\displaystyle f(x)}を{\displaystyle f(j+x)}に置き換えても成り立つから
{\displaystyle {\begin{aligned}\int _{0}^{n}f(x)dx&=\sum _{j=0}^{n-1}\int _{0}^{1}f(j+x)dx\\&=\sum _{j=1}^{n-1}\sum _{k=1}^{m}\left[(-1)^{k-1}{\frac {B_{k}(x)}{k!}}f^{(k-1)}(x)\right]_{0}^{1}+(-1)^{m}\int _{0}^{n}{\frac {B_{m}(x-\lfloor {x}\rfloor )}{m!}}f^{(m)}(x)dx\end{aligned}}}
である。{\displaystyle B_{1}(0)=-\textstyle {\frac {1}{2}},}{\displaystyle B_{1}(1)=\textstyle {\frac {1}{2}},B_{2k}(0)=B_{2k}(1)=B_{2k},}{\displaystyle B_{2k+1}(0)=B_{2k+1}(1)=B_{2k+1}=0}を代入すれば
{\displaystyle \int _{0}^{n}f(x)dx=\sum _{j=0}^{n-1}f(j)-{\frac {1}{2}}f(0)+{\frac {1}{2}}f(n)-\sum _{k=2}^{m}(-1)^{k}{\frac {B_{k}}{k!}}\left(f^{(k-1)}(n)-f^{(k-1)}(0)\right)-R_{m}}
{\displaystyle R_{m}=(-1)^{m+1}\int _{0}^{n}{\frac {B_{m}(x-\lfloor {x}\rfloor )}{m!}}f^{(m)}(x)dx}
を得る。移項して形式を整えると
{\displaystyle \sum _{j=0}^{n-1}f(j)=\int _{x=0}^{n}f(x)dx+\sum _{k=1}^{m}{\frac {B_{k}}{k!}}\left(f^{(k-1)}(n)-f^{(k-1)}(0)\right)+R_{m}}
となる。或いは
{\displaystyle {\begin{aligned}\sum _{j=1}^{n-1}f(j)+{\frac {1}{2}}\left(f(0)+f(n)\right)&=\int _{0}^{n}f(x)dx+\sum _{k=2}^{2m+1}{\frac {B_{k}}{k!}}\left(f^{(k-1)}(n)-f^{(k-1)}(0)\right)+R_{2m+1}\\&=\int _{0}^{n}f(x)dx+\sum _{k=1}^{m}{\frac {B_{2k}}{(2k)!}}\left(f^{(2k-1)}(n)-f^{(2k-1)}(0)\right)+R_{2m+1}\\\end{aligned}}}
となる。

## 関連文献
- M.ベック、S.ロビンス著 ; 岡本吉央(訳)：「離散体積計算による組合せ数学入門」、シュプリンガー・ジャパン、ISBN 978-4-431-10077-5 (2010年7月4日)。※第10章 {\displaystyle R^{d}}におけるEuler-Maclaurin和。